# Lisa Arce
Lisa Arce Zimmerman (Manhattan Beach (Califórnia), 8 de julho de 1969) é uma ex-jogadora de vôlei de praia estadunidense.

## Carreira
Formou parceria com Holly McPeak na conquista da medalha de prata na primeira edição do Campeonato Mundial de Vôlei de Praia no ano de 1997, em Los Angeles, Estados Unidos.